# Silvio Secchi
Silvio Secchi (Modena, 7 settembre 1890 – Modena, 20 aprile 1970) è stato un allenatore di calcio e calciatore italiano, di ruolo jolly.

## Caratteristiche tecniche
Ha giocato come terzino, centromediano e centro-attacco.

## Carriera

### Giocatore
Iniziò a giocare nel 1910 nell'Associazione Studentesca del Calcio Modena. essendone uno dei fondatori. Continuò nel stagione 1912-1913, dopo la fondazione della società a seguito della fusione con l'Audax FBC, nel campionato di Prima Categoria, la massima serie dell'epoca; rimase in squadra fino alla stagione 1916-1917, tutte disputate in massima serie, oltre a partecipare alla Coppa Federale del 1915-1916 e alla Coppa Emiliana, vinta nel 1916-1917, per poi chiudere al termine della prima guerra mondiale.

### Allenatore
Nella stagione 1912-1913 ricoprì il doppio ruolo di giocatore ed allenatore in massima serie: fu quindi anche il primo allenatore nella storia del Modena; a partire dalla stagione successiva venne tuttavia sostituito in panchina da John Robert Roberts. Negli anni '20 fu il primo allenatore della storia del Crevalcore. In seguito allenò nuovamente il Modena in Serie B nella prima parte della stagione 1935-1936, nella quale fu sostituito a campionato in corso da Árpád Hajós.